# Adho mukha svanasana

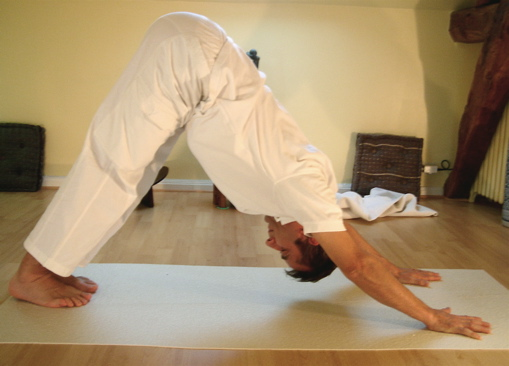
Adho mukha svanasana

Adho mukha svanasana ovvero posizione del cane che guarda in giù, è una posizione di Hatha Yoga. Deriva dal sanscrito "adho" che significa "in basso", "mukha" che significa "faccia", "svana" che significa "cane" e "āsana" che significa "posizione".

## Scopo della posizione
La posizione ha lo scopo di allungare la schiena e fortificare le braccia e le gambe.

## Posizione
Partendo dalla posizione in ginocchio, tipo Vajrasana, spostarsi a quattro zampe e, portando il peso sulle braccia, estendere le gambe alzando il bacino. Mantenere le piante dei piedi ben a terra. Inserire la testa tra le braccia, formando un triangolo con la schiena e le gambe ben dritte.